# Autonomous State Demand Committee
Autonomous State Demand Committee (ASDC; assamesisch স্বায়ত্ব শাসিত ৰাজ্য দাবী সমিতি, „Komitee für die Forderung nach Bildung eines autonomen Staats“) war eine zwischen 1986 und 2012 existierende politische Regionalpartei im indischen Bundesstaat Assam.

## Parteigeschichte

Distrikte Dima Hasao und Karbi Anglong in Assam (Distriktgrenzen 2015)

Die Partei entstand im Zusammenhang mit Autonomiebestrebungen in den beiden assamesischen Distrikten Karbi Anglong (bis 1976 Mikir Hills) und Dima Hasao (bis 2011 North Cachar Hills), die überwiegend von indigenen Stammesvölkern besiedelt sind. Vorläufer der ASDC war die People's Democratic Front (PDF, „Volksdemokratische Front“), die 1985 im Distrikt Karbi Anglong in Assam gegründet wurde. Die PDF sollte nach eigenem Bekunden, als politische Vertretung der Stammesbevölkerung in Karbi Anglong dienen und proklamierte das Ziel der Errichtung eines eigenen Bundesstaates. Von Anfang an bestanden sehr enge Beziehungen zur Communist Party of India (Marxist-Leninist) Liberation CPI(ML)L, so dass die PDF weitgehend als reine Tochterorganisation der CPI(ML)L angesehen wurde. Die Gründung fiel in eine unruhige Zeit in Assam. Zwischen 1979 und 1985 fand dort die Assam-Bewegung statt, eine Massenbewegung von einheimischen Assamesen mit zivilem Widerstand und Störung der öffentlichen Ordnung, zum Teil aber auch gewalttätigen Ausschreitungen, die sich gegen die starke Einwanderung nach Assam richtete. Mit dem Assam-Abkommen 1985 (Assam accord) zwischen den Führern der Assam-Bewegung und der indischen Regierung wurde eine Übereinkunft erzielt, die die Unruhen beenden sollte. Die Vertreter kleinerer Stammesvölker in Assam, die sich überwiegend auf Seiten der Assamesen an der Assam-Bewegung beteiligt hatten, fühlten ihre Interessen dadurch jedoch zum Teil nicht genügend berücksichtigt, so dass es zu separaten Autonomiebewegungen in Bodoland und in den Distrikten Karbi Anglong und Dima Hasao kam.
Kurz nach der Gründung nannte sich die PDF am 17. Mai 1986 in Autonomous State Demand Committee (ASDC) um. Im Nachbardistrikt North Cachar Hills entstand mit dem Karbi Anglong North Kachar Hills Autonomous State Demand Committee (KANCHADCOM) eine analoge Parteigruppierung, die jedoch nicht die Bedeutung des ASDC erreichte. Die Parteiideologie des ASDC (und auch des KANCHADCOM) erschöpfte sich weitgehend mit der Forderung nach Einrichtung eines eigenen Bundesstaates, der aus den Distrikten Karbi Anglong und Dima Hasao gebildet werden sollte. Die Partei bildete daher ein diffuses Sammelbecken verschiedenster politischer Strömungen und politisch Unzufriedener und kanalisierte die Forderungen verschiedenster Gruppen, vorwiegend der Karbi-Stammesbevölkerung, die sich von der Bildung eines eigenen Staates eine Besserung der Verhältnisse versprachen. ASDC berief sich dabei auf Artikel 244A der indischen Verfassung, in dem die Möglichkeit der Schaffung eines Bundesstaates aus den Stammesgebieten in Assam per Parlamentsgesetz vorgesehen ist. Von dieser Möglichkeit war bereits mehrfach in der Geschichte des Bundesstaats Assam Gebrauch gemacht worden. Khasi Hills District, Jaintia Hills District und Garo Hills District wurden zum Bundesstaat Meghalaya umgeformt, Tripura Tribal Areas District zum Bundesstaat Tripura, Chakma District, Mara District und Lai District zum Bundesstaat Mizoram. Das Hauptargument der Befürworter eines eigenen Bundesstaates ist im Falle Karbi Anglong/Dima Hasao nicht ethnische Unterdrückung oder Minorisierung, sondern die anhaltende wirtschaftliche Rückständigkeit dieser Gebiete, die trotz Regionalautonomie nicht besser geworden sei und nur durch vollständig eigene Selbstverwaltung mit allen bundesstaatlichen Kompetenzen gebessert werden könne.
Bei den Parlamentswahlen 1991, 1996 und 1998 konnte das ADSC jeweils den Wahlkreis 3-Autonomous District, der die beiden Distrikte in Assam umfasst, gewinnen. Bei der Parlamentswahl 1999 gewann der bisherige Kandidat des ASDC den Wahlkreis unter dem Banner der CPI(ML)L. Am 1. April 1995 wurde ein Memorandum of Understanding zwischen dem Chief Minister von Assam Hiteshwar Saikia (Kongresspartei) und Vertretern verschiedener Repräsentanten der Stammesbevölkerung aus den Distrikten Karbi Anglong und Dima Hasao, darunter auch dem ASDC, vereinbart, nach dem diese Distrikte ein größeres Maß an Selbstverwaltung erhalten sollten. Das Ziel der Errichtung eines Bundesstaates wurde durch das ASDC danach allerdings nicht aufgegeben.
Am 26. Juli 2000 kam es zu einer Spaltung des ASDC in eine ASDC-Progressive-Fraktion (ASDC-P), die weiter der CPI(ML)L assoziiert blieb und eine ASDC-United-Fraktion (ASDC-U), die einen unabhängigeren Kurs verfolgte. In der Folgezeit kam es zu weiteren Aufspaltungen und ASDC und CPI(ML)L verloren deutlich an politischem Einfluss in den beiden Distrikten.
In den letzten Jahren gab es mehrere Versuche, die Aktivitäten in Hinsicht auf die Schaffung eines eigenen Bundesstaats zu bündeln.
Am 30. November 2012 schloss sich das ASDC mit mehreren anderen Gruppierungen zu einer neuen politischen Partei Hill State Democratic Party zusammen. Am 12. Februar 2015 kündigten ehemalige Politiker der ASDC im Verein mit Funktionären der CPI(ML)L die Gründung einer neuen Partei Hills State Demand Council (HSDC) an.